# 明昌之治
明昌之治，是指金朝金章宗在位期間（1189年－1208年）的治世。此时金朝國力鼎盛，因金章宗的第一个年号为明昌，故史稱明昌之治。
《續資治通鑑》卷一百五十三：「時金有國七十年，禮樂政刑，因遼、宋舊制，雜亂無貫，金主欲更定修正，為一代法，其儀式條約，多守貞裁定，故明昌之治，號稱清明。」